# Caroline's Spine
Caroline's Spine est un groupe américain de rock alternatif, originaire de Phoenix, en Arizona. Le calendrier des tournées du groupe au milieu des années 1990 leur permet de décrocher un contrat avec Hollywood Records. Ils comptent plusieurs albums et ont partagé l'affiche avec des groupes tels que Aerosmith, Kiss, et Queensrÿche. Les chansons notables du groupe comprennent Sullivan, Wallflower, Attention Please, Nothing to Prove et The Light Inside.

## Histoire
Caroline's Spine est formé par Jimmy Newquist, chanteur et auteur-compositeur principal du groupe. Ils sortent un premier album éponyme en 1993. Ils sortent ensuite trois autres albums avec Anza Records avant de signer avec Hollywood Records. Dès 2007, Jimmy continue le groupe et sort un nouvel album en 2008.
Soutenu par Hollywood Records, le groupe sort deux albums nationaux (Monsoon et Attention Please) et font des apparitions sur deux bandes originales de films (Le Loup-garou de Paris et American Boys). Ils font également des tournées dans le monde entier, ouvrant pour des groupes tels que Kiss, Aerosmith, et Queensrÿche. Même sans promotion nationale ni exposition à la télévision, Caroline's Spine continue à se faire un nom dans tout le pays.  Le bouche à oreille et les nombreuses représentations nocturnes permettent au groupe de rester sur la route pendant la majeure partie entre 1998 et 2000.
2007 assiste au retour des quatre membres avec la sortie de leur neuvième album, Captured. L'album comprend de nouvelles chansons et des versions retravaillées de vieilles idées de chansons au fil des ans. Une courte tournée suit pour promouvoir la sortie de l'album. Le départ officiel des membres du groupe Jason Gilardi, Scott Jones et Mark Haugh est annoncé sur le Myspace du groupe le 29 juin 2007, en raison de « situations indépendantes de notre volonté ». Un dixième album studio, Work it Out, sort en 2008, comprenant le single The Light Inside.

## Discographie

### Albums studio
- 1992 : The Grovers
- 1993 : Caroline's Spine
- 1994 : ... So Good Afternoon
- 1995 : Ignore the Ants
- 1996 : Huge
- 1997 : Monsoon
- 1999 : Attention Please
- 2002 : Overlooked
- 2007 : Captured
- 2008 : Work It Out
- 2012 : Stranger Angel

### Compilations
- 2000 : Like It or Not

### Best-of
- 2006 : The Collection

### Albums live
- 2000 : Live (Industry Sampler)

### Singles
- 2011 : Do U Remember When
- 2013 : Eskimo Butterfly
- 2013 : What Child is This